# Bay Head
Bay Head é um distrito localizado no estado americano de Nova Jérsei, no Condado de Ocean.

## Demografia
Segundo o censo americano de 2000, a sua população era de 1238 habitantes. 
Em 2006, foi estimada uma população de 1260, um aumento de 22 (1.8%).

## Geografia
De acordo com o United States Census Bureau tem uma área de 
1,8 km², dos quais 1,5 km² cobertos por terra e 0,3 km² cobertos por água.

## Localidades na vizinhança
O diagrama seguinte representa as localidades num raio de 8 km ao redor de Bay Head. 